# パーサ・ダスグプタ
パーサ・ダスグプタ(Sir Partha Sarathi Dasgupta, FRS , FBA ,1942年11月17日-）は、現在は英国ケンブリッジ大学の経済学部長としてフランク・ラムゼイ記念名誉教授職に就く、インドとイギリスの経済学者である。

## 概要
彼は著名な経済学者のアミヤ・クマール・ダスグプタの息子ダッカで生まれ、主にインドのバラナシで育つ。彼は心理療法士であるキャロル・ダスグプタと結婚している。義父はノーベル経済学賞受賞者のジェイムズ・ミード。

## 教育
ダスグプタは、インドのバラナシにあるRajghat Besant Schoolで教育を受け、1958年に入学学位を取得し、1962年にインドのHans Raj Collegeで物理学の学部課程を、1965年にケンブリッジ大学トリニティ・カレッジで数学専攻で卒業した。1968年にケンブリッジで経済学の博士号を取得し、「人口、成長、譲渡不可能な資本（最適な経済成長の理論の調査） 」という題名の論文を発表した 。彼の博士課程の指導教官はジェームズ・マーリーズ卿であった。

## キャリア
研究対象は福祉と開発経済学。技術変化の経済学;人口環境資源経済学。ソーシャルキャピタル;ゲーム理論;地球温暖化の経済学と栄養失調の経済学。

## 役職
ダスグプタはロンドンスクールオブエコノミクスで教鞭をとり（講師1971–1975;リーダー1975–1978;経済学教授1978–1984  ）  、1985年1月に経済学教授（および教授フェロー）としてケンブリッジ大学に移った。セントジョンズカレッジの）  、1997年から2001年に経済学部の議長を務めた。 1989年から92年の間、彼はケンブリッジ大学を離れ、スタンフォード大学で経済学教授、哲学教授、社会倫理プログラムのディレクターを務めた。  1991年10月、彼はスタンフォード大学を離れてケンブリッジに戻り、ケンブリッジで議長を務めた。彼は1992年にスタンフォード大学を退任し、それ以来ケンブリッジ大学に所属している。

## 学術活動
1991年から97年の間、ダスグプタは、ストックホルムのスウェーデン王立科学アカデミーのBeijer International Institute of Ecological Economicsの（科学諮問）理事会の議長を務めた。 1999年から2009年の間、彼はカトマンズに本拠を置く南アジア開発環境経済ネットワーク（SANDEE） の管理諮問委員会の創設メンバーを務めた。 1996年に彼はケンブリッジ大学出版局が発行したジャーナルEnvironmentand Development Economics 設立を支援した。その目的は、貧困と環境資源基盤の境界で独自の研究を発表することだけでなく、貧しい国の学者に彼らの発見を国際的なジャーナルに発表する機会を提供することでもあった。
2008年から2013年の間、彼はマンチェスター大学の持続可能な消費研究所（SCI）の教授研究員でした。彼はまた、コーネル大学のアンドリューD.ホワイト教授（2007–2013）であり、 （2010–2011）欧州環境資源エコノミスト協会（EAERE）の会長でもあった。彼は、人口問題の慈善団体Population Matters （以前のOptimum Population Trust）（2008–）のパトロンである。 2011年から2014年の間、彼はボンの地球環境変化に関する国際人間次元プログラム（IHDP）の科学諮問委員会の議長を務めた。 2011年以来、彼はウィーンのウィットゲンシュタインセンターの諮問委員会の議長を務めています。彼は、2013年に報告書を提出したインドのグリーン国民経済計算に関する中央政府専門家グループの議長を務めた。彼はケンブリッジ大学の存在リスク研究センターの共同創設者である。 

## 所属アカデミー
- 計量経済学会のフェロー[8] （1975）
- イギリス学士院フェロー（1989）
- 王立協会フェロー（2004年）
- 経済理論進歩協会のフェロー（2013年）
- ローマ教皇庁社会科学アカデミーのメンバー（1997）
- 2001年、世界科学アカデミー（正式には発展途上国科学第三世界科学アカデミー|アカデミー）のフェロー
- ヨーロッパ・アカデミー会員（2009）
- スウェーデン王立科学アカデミー外国人会員（1991年）[8]
- アメリカ芸術科学アカデミー外国名誉会員[8] （1991）
- 米国科学アカデミーの外国人アソシエイト（2001）
- アメリカ哲学協会の外国人会員（2005年）; [8]
- Istituto Veneto di Scienzeの外国人会員、Lettere ed Arti （2009）
- ロンドンスクールオブエコノミクスの名誉フェロー（1994 [9] ）
- ケンブリッジの名誉フェロー（2010年）
- アメリカ経済学会の名誉会員（1997年）
- 著名なフェロー、 CES 、ミュンヘン大学
- 2011年;王立経済学会（1998–2001）
- 欧州経済学会（1999）
- BA（英国学術協会）科学フェスティバル（2006）のセクションF（経済学）
- および欧州協会の会長環境および資源経済学者（2010–2011）。

## 受賞歴
- 2002年 - 経済学への貢献のために、エリザベス2世女王陛下から、彼女の誕生日の栄誉リストでナイト・バチェラーに選ばれた。
- 2002年 - ボルボ環境賞を共同受賞（カール・ヨーラン・メーラーともに） [10]環境資源エコノミスト協会の「PublicationofEnduring Quality Award 2003」の著書、Economic Theory and Exhaustible Resourcesの共同受賞者（Geoffrey Healと）。
- 2007年 - アメリカ農業経済学会のPEN /ジョンケネスガルブレイス賞
- 2011年 - ザイード国際環境賞（II：科学技術の成果）
- 2014年 - 欧州環境資源経済学者協会から欧州生涯功労賞（環境および資源経済学）
- 2007年 - 環境および資源経済学におけるエリック・ケンペ賞（ エリック・マスキンとともに）[※ 1]。ケンペ財団と欧州環境資源経済学者協会（EAERE）[※ 2]が共催する賞。
- 2015年 - 旭硝子財団ブループラネット賞を受章する[11]
- 2016年 - タイラー賞
- 2024年 - BBVA Foundation Frontiers of Knowledge Award
- 2024年 - クラリベイト引用栄誉賞

## 出版物
- "Guidelines for Project Evaluation" (with S.A. Marglin and A.K. Sen), United Nations, 1972.
- "Economic Theory and Exhaustible Resources" (with G.M. Heal), Cambridge University Press, 1979.
- "Utilitarianism, information and rights" in Sen, ed (1982). Utilitarianism and beyond. Cambridge: Cambridge University Press. pp. 199–218. ISBN 9780511611964Utilitarianism and beyond. Cambridge: Cambridge University Press. pp. 199–218. ISBN 9780511611964.
- The Control of Resources, Harvard University Press, 1982.
- An Inquiry into Well-Being and Destitution. Oxford: Clarendon, 1993. (Pub. description)
- Social Capital: A Multifaceted Perspective (co-editor with Ismail Serageldin). Washington, D.C.: World Bank,  2000. * (book preview except pp. 217–401, 403–25)
- Human Well-Being and the Natural Environment.  Oxford: Oxford University Press, 2001, Rev. ed. 2004.
- Economics: A Very Short Introduction. Oxford: Oxford University Press, 2007. (OUP Website)
- "Selected Papers of Partha Dasgupta: Vol.1, Institutions, Innovations, and Human Values; Vol. 2, Poverty, Population, and Natural Resources". Oxford: Oxford University Press, 2010.